# Pseudarthria confertiflora
Pseudarthria confertiflora är en ärtväxtart som först beskrevs av Achille Richard, och fick sitt nu gällande namn av John Gilbert Baker. Pseudarthria confertiflora ingår i släktet Pseudarthria och familjen ärtväxter. Inga underarter finns listade i Catalogue of Life.